# Монтань-д'Амбр
12°35′42″ пд. ш. 49°09′18″ сх. д. / 12.595° пд. ш. 49.155° сх. д.
Національний парк Монтань-Д'Амбр (букв. Бурштинова гора) — природоохоронна територія на Мадагаскарі. Національний парк розташований у північній частині острова, в провінції Анціранана, за 40 км на південь від міста Анціранана.

## Територія
Парк має площу 18 200 гектарів. Лежить навколо однойменного вулканічного масиву (1474 м), покритого густим тропічним лісом, з ділянками сухого листяного лісу на південному схилі. На території парку є невелике вулканічне озеро і численні струмки, які дають початок численним водоспадам. Етнічні групи, присутні в цьому районі, — сакалава та антанкарана.

## Флора
У тропічних лісах парку, густих через рясні опади, зареєстровано понад 1000 видів рослин. Серед деревних порід присутні палісандр (Dalbergia spp.), рамі (Canarium madagascariense), а також Chrysophyllum spp., Pandanus spp., деревоподібні папороті та різні види пальм. Нарешті, слід згадати наявність деяких екземплярів рідкісного баобаба Пер'є (Adansonia perrieri). Заслуговують на згадку численні епіфітні види, серед яких папороть Asplenium nidus та різноманітні види орхідей (Aerangis spp., Angraecum eburneum, Angraecum bicallosum, Angraecum conchoglossum, Bulbophyllum spp.).

## Тваринний світ

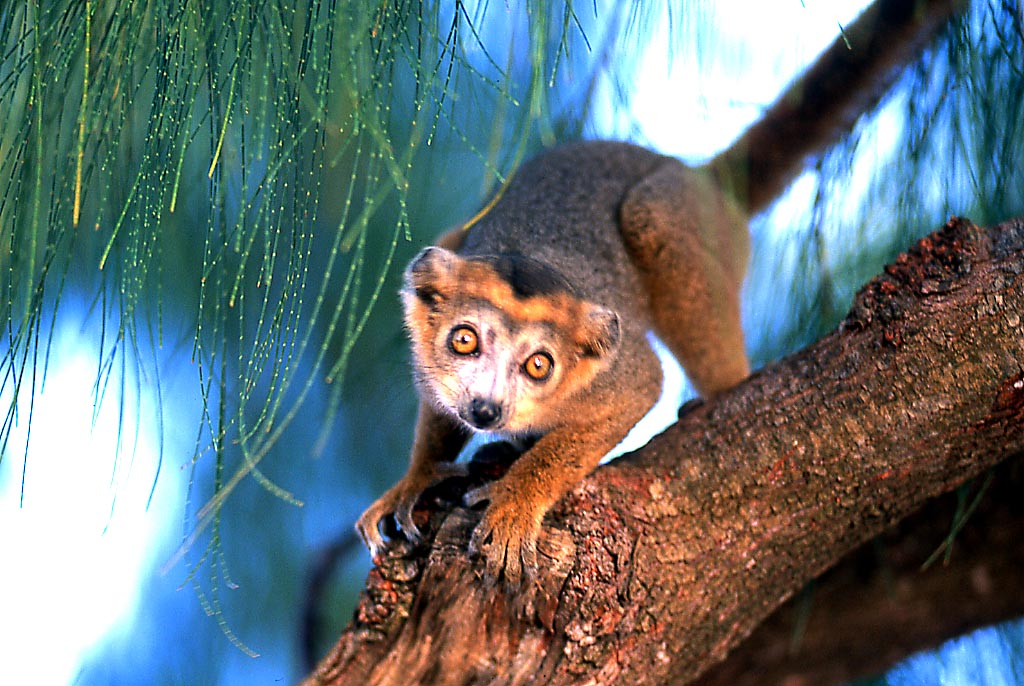
Вінценосний лемур (Eulemur coronatus)

Серед ссавців, присутніх у парку, є кілька видів лемурів, серед яких вінценосний лемур (Eulemur coronatus) і лемур Санфорда (Eulemur sanfordi), яких досить легко спостерігати вдень. Серед видів з нічними звичками є Phaner electromontis, Microcebus rufus, Cheirogaleus major, Lepilemur ankaranensis, Microcebus arnholdi та ай-ай (Daubentonia madagascariensis). Досить поширеним є кільцехвостий мангуст (Galidia elegans).
У парку мешкає 77 видів птахів, серед яких заслуговують згадки чубатий ібіс (Lophotibis cristata), малагасійський рибалочка (Corythornis vintsioides) та мадагаскарська сипуха (Tyto soumagnei).
Є численні ендеміки серед рептилій і земноводних; серед перших заслуговують на згадку хамелеони Brookesia ambreensis, Brookesia ebenaui, Calumma amber, Calumma boettgeri і Furcifer pardalis, а також гекони Paroedura stumpffi, Phelsuma grandis і Uroplatus giganteus; серед жаб відзначаються Aglyptodactylus madagascariensis, Boophis baetkei, Boophis blommersae, Boophis brachychir і Heterixalus carbonei .

## Пам'ятки
- Гранд-Каскад — водоспад висотою 80 м, біля підніжжя якого знаходиться печера, оточена тропічним лісом
- Cascade des Rousettes або Petite Cascade — невеликий водоспад, біля підніжжя якого розташований природний басейн, оточений скелями, вкритими папороттю.
- Lac Maudit — гірське озеро трохи нижче вершини бурштинової гори
- Petit Lac — невелике вулканічне озеро